# Saint-Rustice
Saint-Rustice là một xã ở tỉnh Haute-Garonne vùng Occitanie tây nam nước Pháp. Xã Saint-Rustice nằm ở khu vực có độ cao 108 mét trên mực nước biển.

## Di tích

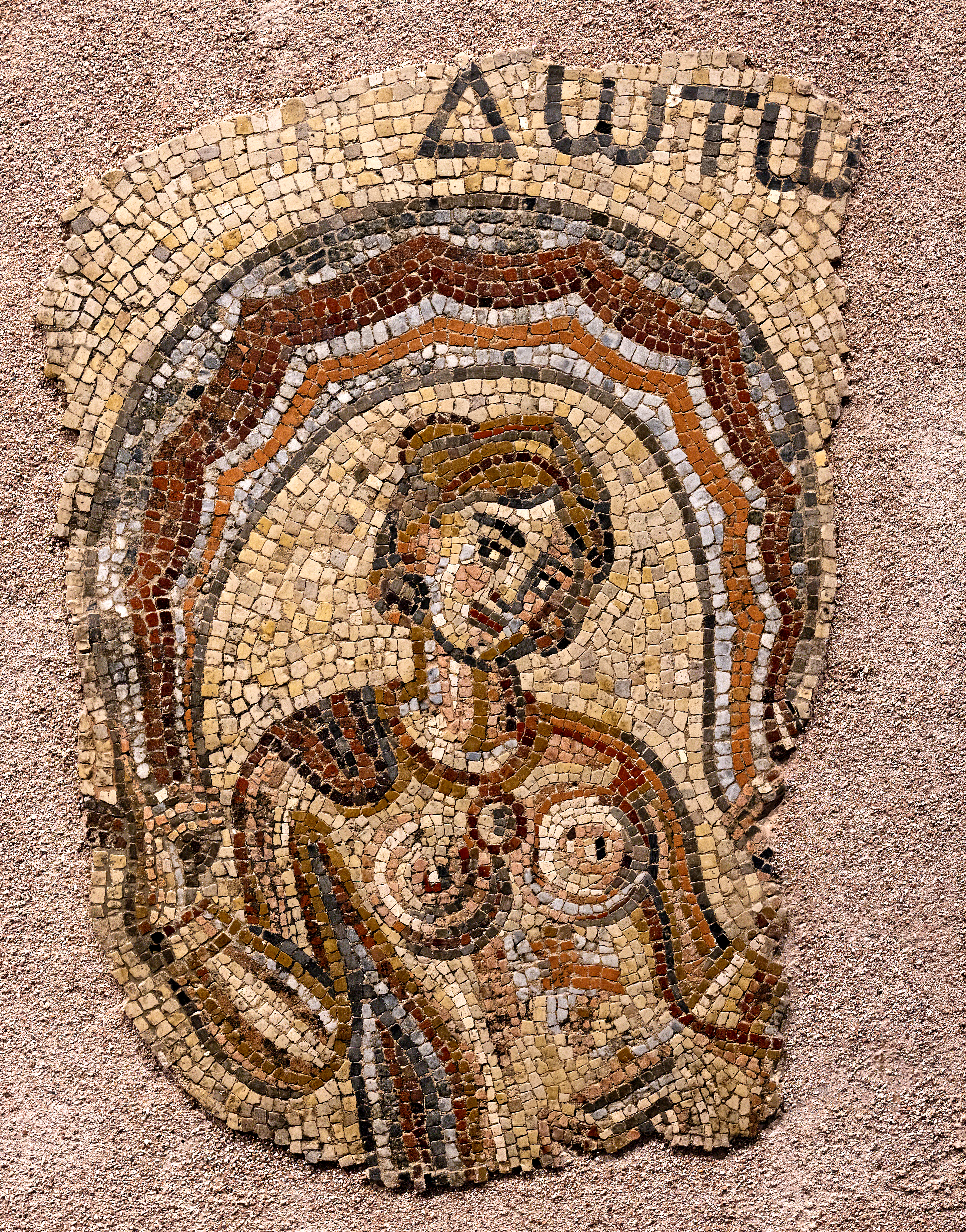
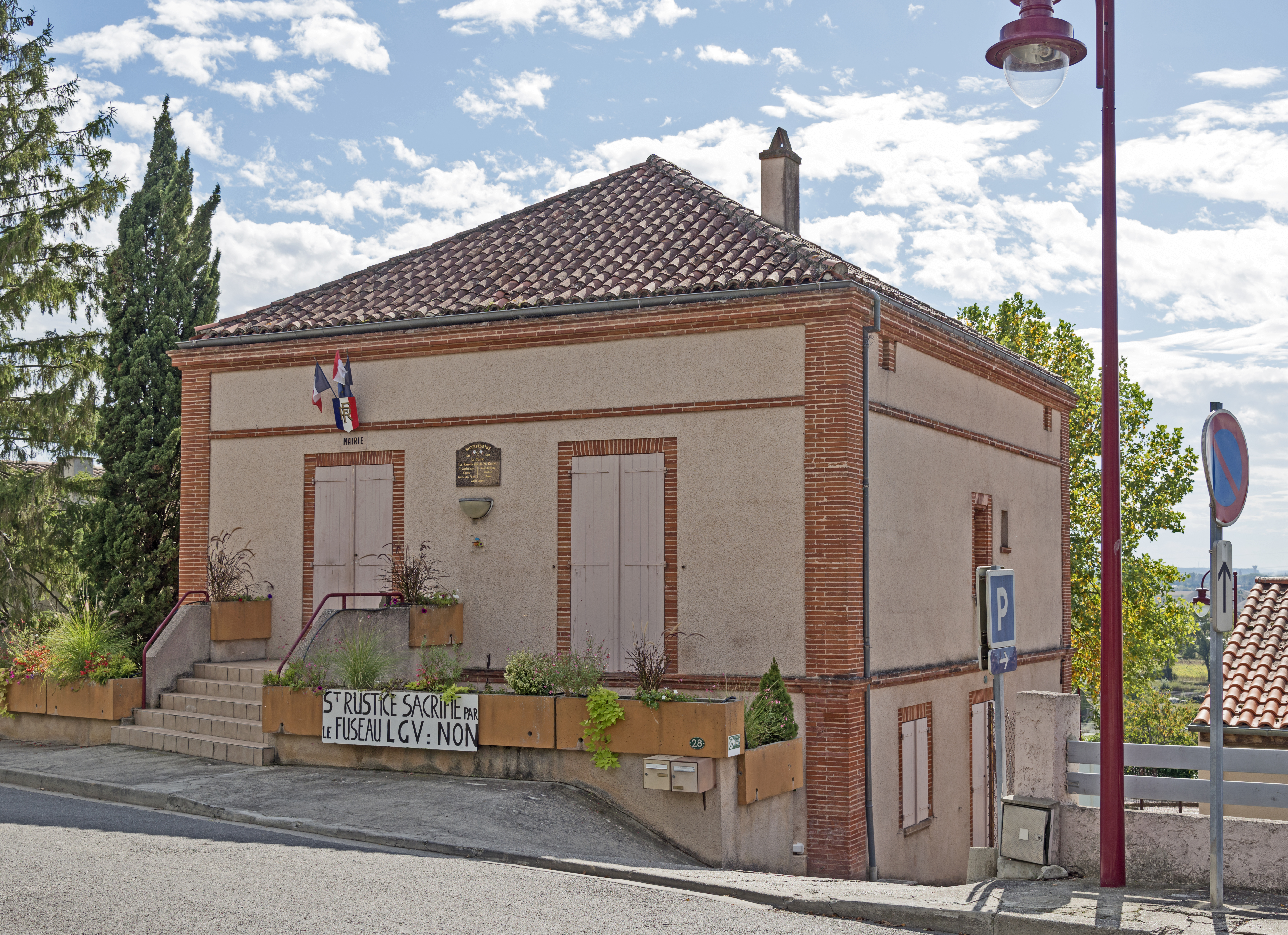
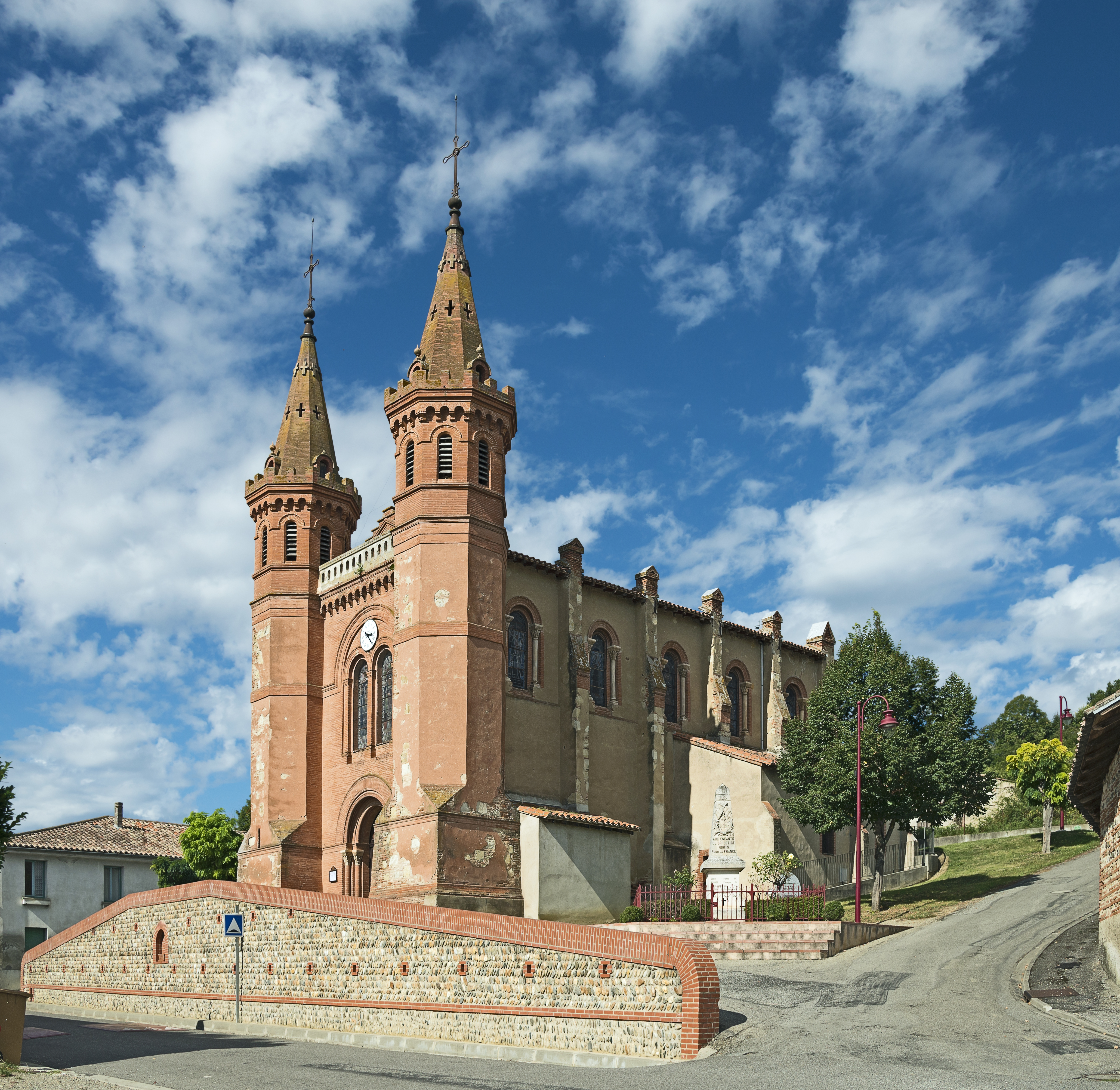